# Aisthitiko Dasοs Όssas
Aisthitiko Dasοs Όssas este o arie protejată (arie specială de conservare — SAC, sit de importanță comunitară — SCI) din Grecia întinsă pe o suprafață de 19.240,39 ha, integral pe uscat.

## Localizare
Centrul sitului Aisthitiko Dasοs Όssas este situat la coordonatele 39°48′46″N 22°40′45″E / 39.812901°N 22.679187°E.

## Înființare
Situl Aisthitiko Dasοs Όssas a fost declarat sit de importanță comunitară în august 1996 pentru a proteja 13 specii de animale. Situl a fost protejat și ca arie specială de conservare în martie 2011.

## Biodiversitate
Situată în ecoregiunea mediteraneană, aria protejată conține 11 habitate naturale: Lande oro-mediteraneene cu formațiuni endemice de grozamă, Matorral arborescenți cu Juniperus spp., Peșteri inaccesibile publicului, Păduri de fag Luzulo-Fagetum, Păduri de fag Asperulo-Fagetum, Păduri pe pante, grohotișuri și ravene de Tilio-Acerion, Păduri panonice-balcanice de stejar turcesc - stejar sesil, Păduri de Castanea sativa, Păduri de fag elene cu Abies borisii-regis, Păduri de Platanus orientalis și Liquidambar orientalis (Platanion orientalis), Păduri de Quercus ilex și Quercus rotundifolia.
La baza desemnării sitului se află mai multe specii protejate:
- amfibieni (1): izvoraș-cu-burta-galbenă (Bombina variegata)
- mamifere (2): vidră de râu (Lutra lutra), liliac cu urechi mari (Myotis bechsteinii)
- nevertebrate (8): croitorul mare al stejarului (Cerambyx cerdo), Coenagrion ornatum, Cordulegaster heros, Morimus asper funereus, Osmoderma eremita Complex, Paracaloptenus caloptenoides, gândacul de apă (Rhysodes sulcatus), Rosalia alpina
- reptile (2): țestoasă bănățeană (Testudo hermanni), Testudo marginata

Pe lângă speciile protejate, pe teritoriul sitului au mai fost identificate 18 specii de plante, 4 specii de amfibieni, 7 specii de mamifere, 1 specie de nevertebrate, 10 specii de reptile.